# Barrio Belgrano (Junín)

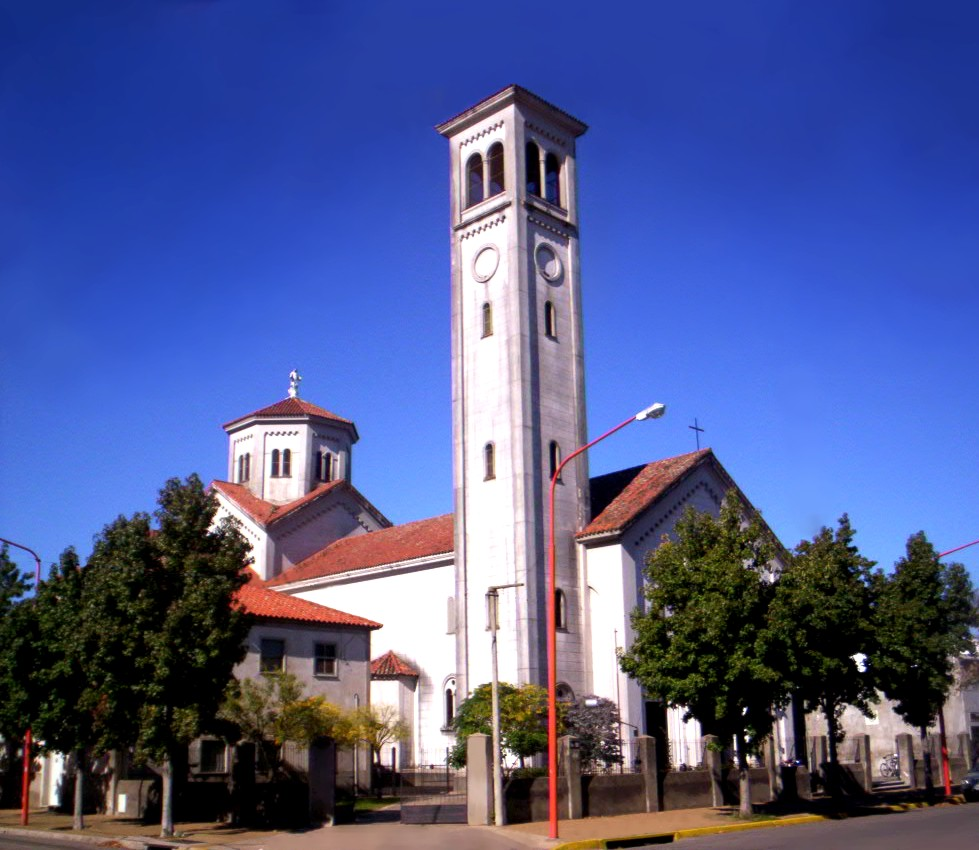
La Iglesia Sagrado Corazón, símbolo del barrio.

El Barrio Belgrano es uno de los más importantes de la ciudad de Junín, por su historia, tamaño y población. Además, dado el relativo aislamiento del resto de la ciudad debido a los talleres ferroviarios, se ha desarrollado como si se tratara de una pequeña ciudad. Alrededor de su plaza principal se encuentran una escuela, un club, una iglesia, una comisaría y una delegación municipal. Posee sucursales bancarias, áreas comerciales y zonas residenciales.
Data de principios del siglo XX, cuando se lo llamó Tierra del Fuego. Luego pasaría a denominarse Villa Manuel Belgrano, siendo su nombre actual Barrio Belgrano. No obstante, es popularmente conocido en Junín como Villa Belgrano, o simplemente Villa.

## Historia
En 1890 se produce el primer loteo de la zona haste ese momento totalmente despoblada, que había quedado del otro lado de las vías del recientemente habilitado Ferrocarril Buenos Aires al Pacífico. Su primitivo nombre fue "Tierra del Fuego". Recién a comienzos del siglo XX, en 1901, se realiza el primer remate de tierras. En ese barrio se ubicaron muchos de los nuevos habitantes de Junín, trabajadores que llegaban para trabajar en los talleres ferroviarios.
En 1902 se inaugura la escuela 16, en la esquina de Quintana y Siria. En ese entonces había sólo 20 ranchos en el barrio. La primera carnicería la instaló Agustín Amuchaste en la calle República Libanesa a metros de la esquina con Cabrera, en 1903.

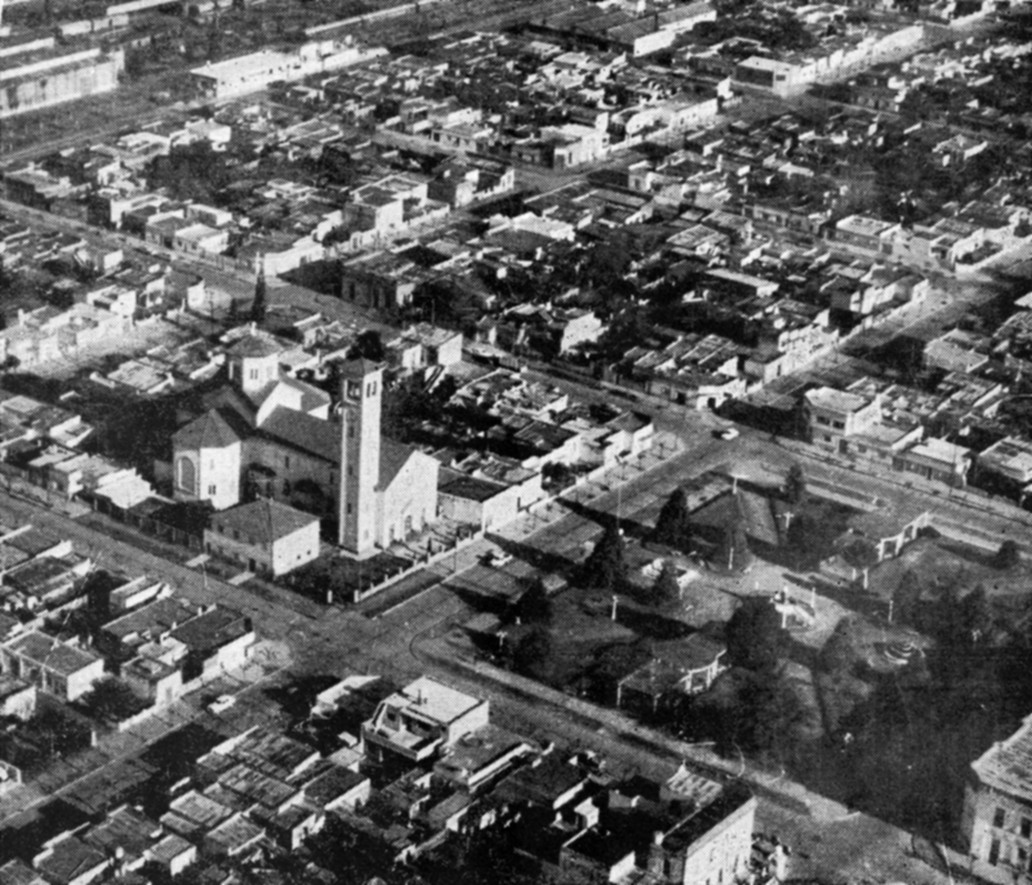
Vista aérea de la Plaza Sarmiento y la Iglesia Sagrado Corazón, a fines de la década de 1960. Más atrás, a la izquierda, se alcanza a ver parte de las instalaciones de los Talleres Ferroviarios.

El 10 de julio de 1904 se habilita la calle Primera Junta, que cruzaba las vías del ferrocarril en el extremo oriental de los talleres. El primer centro recreativo del barrio se fundó el 5 de octubre de 1905 y se llamó "Sociedad Alegre".
El 2 de junio de 1917 se asignan los primeros nombres a las calles: Maipú, Ayacucho, Ituzaingó, Comandante Seguí, Sargento Cabral, Falucho y San Lorenzo (al oeste de Rivadavia) y San Luis, Salta, Corrientes, Mendoza, Entre Ríos, Tucumán y Rioja (al este). Ese año aparece el periódico "Tierra del Fuego", cuyo director fue Pascual Cirigliano, destacado vecino del barrio. También se produce un hecho relevante en la vida cultural de la zona, con la inauguración de la biblioteca "Florentino Ameghino" el 8 de agosto. Estaba ubicada en la esquina de Rivadavia e Ituzaingó.
En 1922 se funda la Comisión Vecinal "Pro Fomento de Tierra del Fuego" y el 12 de abril de 1924 una ordenanza establece la numeración de las casas de Villa Belgrano.
El 6 de octubre de 1925 se funda el Club Atlético Villa Belgrano, una de las instituciones deportivas más representativas del lugar. En abril de ese año el barrio pasa a tener reparto domiciliario de correspondencia. El primer cartero fue don Ramón Rodríguez. El 7 de noviembre se le impone oficialmente al barrio el nombre "Villa Manuel Belgrano", por ordenanza municipal.
En febrero de 1927 la municipalidad adquiere una manzana para ser usada como plaza del barrio. El 25 de mayo se realiza la primera carrera de autos registrada en Junín. Se llamó "El Kilómetro" y se disputó en la avenida Libertad e Italia, organizada por el Automóvil Club Junín. Los ganadores fueron Eugenio Malchiodi y Ernesto Labatti. Ese año el barrio pasa a tener estafeta postal.
El 1 de septiembre de 1929 el principal espacio verde del barrio recibe el nombre de Plaza Domingo Faustino Sarmiento. En 1930 se inauguran dos edificios muy importantes del barrio: la Escuela 18 y la Subcomisaría de Villa Belgrano, ambas ubicadas frente a la plaza Sarmiento.
El 6 de diciembre de 1931, el Club Ciclista inauguró un campo deportivo con velódromo en la calle Rivadavia. Además había instalaciones para básquet, atletismo, fútbol y bochas, entre otros.

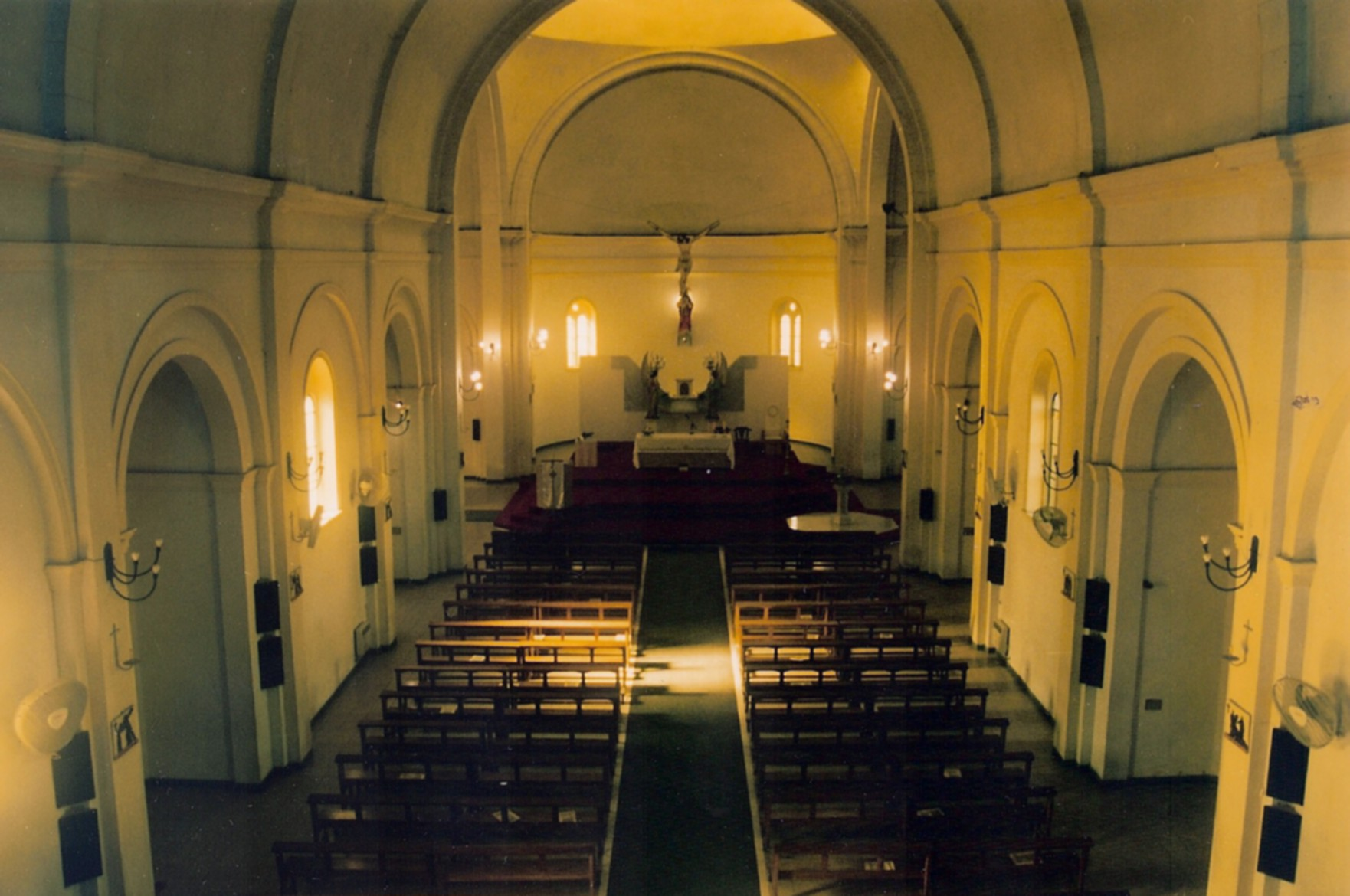
Nave central de la Iglesia Sagrado Corazón.

El 12 de febrero de 1938 se inaugura el salón del Club Villa Belgrano, institución que en 1954 logra coronarse campeón invicto de fútbol de la Liga Deportiva del Oeste.
El 24 de diciembre de 1958 se produce uno de los acontecimientos más importantes de la historia del barrio: la inauguración de la Iglesia Sagrado Corazón, uno de los edificios más bellos de todo Junín.
El 5 de junio de 1960 se produce un hecho curioso: en el salón del Club Villa Belgrano se bate el récord mundial de resistencia en baile, con una marca de 130 horas.
En 1966 el Banco Provincia adquiere un terreno en la esquina de Primera Junta y Del Valle Iberlucea (luego Padre Ghío) para construir la sucursal de Villa Belgrano. El 22 de abril de 1975 el Banco de la Nación Argentina sigue el mismo camino e inaugura una sucursal en el barrio.

## Ubicación
El Barrio Belgrano se encuentra en el centro-norte de la ciudad de Junín, y actualmente está delimitado por las calles Alberdi, Avenida Intendente de la Sota y su continuación Avenida Libertad, Primera Junta, Jean Jaures y su continuación Maipú. Posteriormente se anexó al barrio el predio del Barrio Metalúrgico y del Hospital Interzonal Luis Piñeyro.